# Medalia „Semicentenarul Unirii Transilvaniei cu România”
Medalia „Semicentenarul Unirii Transilvaniei cu România” este o medalie aniversară emisă cu ocazia sărbătoririi a 50 de ani de la desfășurarea Marii Adunări Naționale de la Alba Iulia din 1 decembrie 1918.

## Descriere
Medalia este din bronz, cu diametrul de 60 mm și are elemente grafice relativ sumare:
- Pe avers conține un scut curbat ornat, cu textul „SEMICENTENARUL UNIRII TRANSILVANIEI CU ROMÂNIA”, înconjurat de o cunună de lauri și o banderolă pe care scrie „1918 1968”
- Pe revers este stema RSR înconjurată de cununi de lauri (dextra) și stejar (senestra), înconjurate de textul „REPUBLICA SOCIALISTĂ ROMÂNIA – 1 DECEMBRIE 1968”.

## Acordare
Medalia a fost acordată tuturor delegaților la Marea Adunare Națională de la Alba Iulia care erau în viață în 1968.